# Dozier Eugene Byrd
Dozier Eugene Byrd (* 20. November 1890 in Taylor County, Georgia; † 17. Juni 1972) war ein US-amerikanischer Politiker und Abgeordneter im Repräsentantenhaus von Georgia.
Dozier Eugene Byrd wurde 1890 in Taylor County als Sohn von Addie Byrd (1851–1936) und Pickens Byrd (1867–1919) geboren. Während des Ersten Weltkrieges diente er in der United States Army. Seit dem 23. Mai 1917 war Byrd mit Mabel Gaultney (* 1899; † 20. Jahrhundert) verheiratet. Byrds Sohn Garland T. Byrd betätigte sich als Politiker in Georgia. Als dieser 1949 sein Abgeordnetenmandat im Repräsentantenhaus von Georgia niederlegte, rückte Dozier Eugene Byrd für seinen Sohn auf den vakanten Sitz nach. Danach blieb er bis 1954 als Abgeordneter im Repräsentantenhaus aktiv.